# الموارد الطبيعية في السعودية
الموارد الطبيعية في السعودية هي المخزونات الطبيعية من مصادر الطاقة والمعادن والثروات المائية والنباتية التي تتواجد بالسعودية، هذه الأخيرة تُعَدُّ بلدًا مغطى بكنوز ضخمة من هذه الموارد. وليست مجرد نفط كما يعتقد البعض. فهي تحتل المرتبة الثالثة عالميا في قائمة الدول الأكثر توفرا على الموارد الطبيعية في العالم. تم تقدير القيمة المحتملة لمواردها الطبيعية والتي تتكون بشكل رئيسي من النفط والغاز بحوالي 34.4 تريليون دولار. كانت الدولة مُصدِّرًا رائدًا منذ اكتشاف النفط في عام 1938، وجاءت في المرتبة الثانية بفضل حيازتها %20 من احتياطيات النفط بالعالم، ورابع أكبر احتياط عالمي من الغاز الطبيعي. تشمل الموارد الطبيعية الأخرى، الذهب والفضة والبلاتين واليورانيوم والنحاس والفلسبار والفوسفات والحديد والكبريت والزنك والرصاص والنيكل والكروم والمنغنيز والتنغستن والقصدير والألمنيوم والجبس والميكا والملح والتنتالوم والنيوبيوم.

## لمحة عامة
السعودية أو المملكة العربية السعودية، هي دولة في منطقة الشرق الأوسط، تعد واحدة من أغنى دول العالم في الموارد الطبيعية. تبلغ مساحتها أكثر من 2 مليون كيلومتر مربع، وهي أكبر دولة في الشرق الأوسط والرابع عشر في العالم. حجم المملكة العربية السعودية وجيولوجيتها يجعلها غنية بالمعادن والنفط والغاز والمواد الخام الرئيسية للتصنيع والتنمية الصناعية، وهي لديها أكبر رواسب معدنية في الشرق الأوسط.
في غرب البلاد، يعتبر الدرع العربي مصدرًا رئيسيًا للمعادن الثمينة والأساسية مثل الذهب والفضة والنحاس والزنك والكروم والمنغنيز والتنغستن والرصاص والقصدير والألمنيوم والحديد. في الشرق، تحتوي التكوينات الرسوبية الواسعة على معادن صناعية مثل الجبس، الفلسبار، الميكا، الكبريت والملح.
كما تعد المملكة العربية السعودية مصدرًا للعناصر الأرضية النادرة الثمينة مثل التنتالوم - التي تمتلك ربع احتياطيات العالم - والنيوبيوم. تحتوي التكوينات الرسوبية العميقة في المملكة العربية السعودية على معظم ما قيمته 266.4 مليار برميل من النفط المثبت والقابل للاستخراج. يمثل هذا المورد الطبيعي الضخم ما يصل إلى 22٪ من احتياطيات النفط العالمية، أكثر من أي دولة أخرى. بدأ إنتاج المملكة العربية السعودية من النفط في عام 1933 وصادرات النفط في عام 1939. وبعد ثمانية عقود تقريبًا، تمتلك ما يكفي من النفط لتستمر 80 عامًا أخرى بمعدل استخراج يومي يبلغ 10.2 مليون برميل يوميًا. كما تقوم كل يوم باستخراج أكثر من 7.5 مليار قدم مكعبة قياسية من الغاز الطبيعي، حيث يتوفر أكثر من 8588 مليار متر مكعب من الغاز الطبيعي.

## الترتيب العالمي
تتمتع المملكة العربية براوسب ثرية جدا من عدد من الموراد الطبيعية، من حيث ثروة الموارد الطبيعة فإنها تصنف كثالث أغنى دولة في العالم. ويبلغ إجمالي قيمة الموراد الطبيعية بالمملكة بحوالي 34 تريليون دولار، في حين أن الناتج المحلي للمملكة العربية يقدر بنحو 795 مليار دولار. وبهذه الأرقام فإن اقتصاد المملكة العربية السعودية يعتمد بشكل شبه كامل على مواردها الطبيعية خاصة النفط. إلا أن تفوق المملكة نفطيًّا وغازيًّا دفع بالكثيرين للاعتقاد بأنها دولة نفطية فقط بلا موارد أخرى. والحقيقة أن المملكة هي أمة غنية بالثروات الطبيعية، حتى أنها تصنف بوصفها ثالث أكبر مخزون ثروات طبيعية في العالم، وترصد لها بعض التقارير - بحسب تصنيف منظمة وورلد نووينغ - ثروة من الموارد الطبيعية مقدرة بنحو 34 تريليون دولار، خلف كل من روسيا التي قدرت ثروتها الطبيعية بنحو 75 تريليون دولار، والولايات المتحدة ثانيًا بنحو 45 تريليون دولار، مع الإشارة إلى فارق المساحة بين المملكة وسابقتَيْها. وقد قدر هذا التصنيف الموارد الطبيعية بعشرة سلع رئيسية: النفط والغاز والفحم والغابات والأخشاب والذهب والفضة والنحاس واليوارنيوم وخام الحديد والفوسفات.

## الطاقة المتجددة
وتسمى كذلك «الطاقة المستدامة»، تنص الرؤية السعودية لعام 2030 على خريطة طريق وضعتها المملكة لتنويع الاستثمارات بعيدا عن النفط، والتي تعترف بأن السعودية ما زالت تفتقر إلى قطاع تنافسي للطاقة المتجددة في الوقت الحالي. ويتمثل أحد الأهداف على المدى القريب في إنتاج أقصى قدر من الطاقة الشمسية وطاقة الرياح في البلد من خلال توليد 9.5 غيغاوات من الطاقة المتجددة.

### البرنامج الوطني للطاقة المتجددة
البرنامج الوطني للطاقة المتجددة مبادرة إستراتيجية تحت مظلة رؤية المملكة 2030 ومبادرة الملك سلمان للطاقة المتجددة. يستهدف البرنامج زيادة حصة المملكة العربية السعودية في إنتاج الطاقة المتجددة إلى الحد الأقصى. بدأ البرنامج في خارطة طريق محددة ومتسقة لتنويع مصادر الطاقة المحلية وتحفيز التنمية الاقتصادية والعمل وصولا لاستقرار اقتصادي مستدام في المملكة في ضوء أهداف رؤية المملكة 2030 والتي تتضمن تأسيس صناعة الطاقة المتجددة ودعم تطور هذا القطاع وذلك بالعمل على الوفاء بالتزامات المملكة تجاه تخفيض انبعاثات ثاني أكسيد الكربون.
الهدف المبدئي للبرنامج الوطني للطاقة المتجددة هو إنتاج 3.45 غيغا واط من الطاقة المتجددة بحلول عام2020، ترتفع إلى 9.5 غيغا واط في 2023، وذلك باستخدام طاقة الرياح والطاقة الشمسية وتقنية تحويل النفايات إلى طاقة وغيرها من مصادر الطاقة المتجددة.

### مكتب تطوير مشاريع الطاقة المتجددة
تم إنشاء مكتب تطوير مشاريع الطاقة المتجددة تحت وزارة الطاقة في عام 2017 وذلك لتحقيق أهداف البرنامج الوطني للطاقة المتجددة تماشيا مع رؤية 2030. يحقق المكتب قيادة موحدة لقدرات المملكة في أبحاث الطاقة وقياسها وجمع بياناتها وتنظيمها وتطويرها وطرح المناقصات المتعلقة بالطاقة المتجددة وذلك بالتعاون مع أصحاب المصلحة في قطاع الطاقة في المملكة بما في ذلك مدينة الملك عبد الله للطاقة الذرية والمتجددة وهيئة تنظيم الكهرباء والإنتاج المزدوج والشركة السعودية للكهرباء.

### الطاقة الشمسية

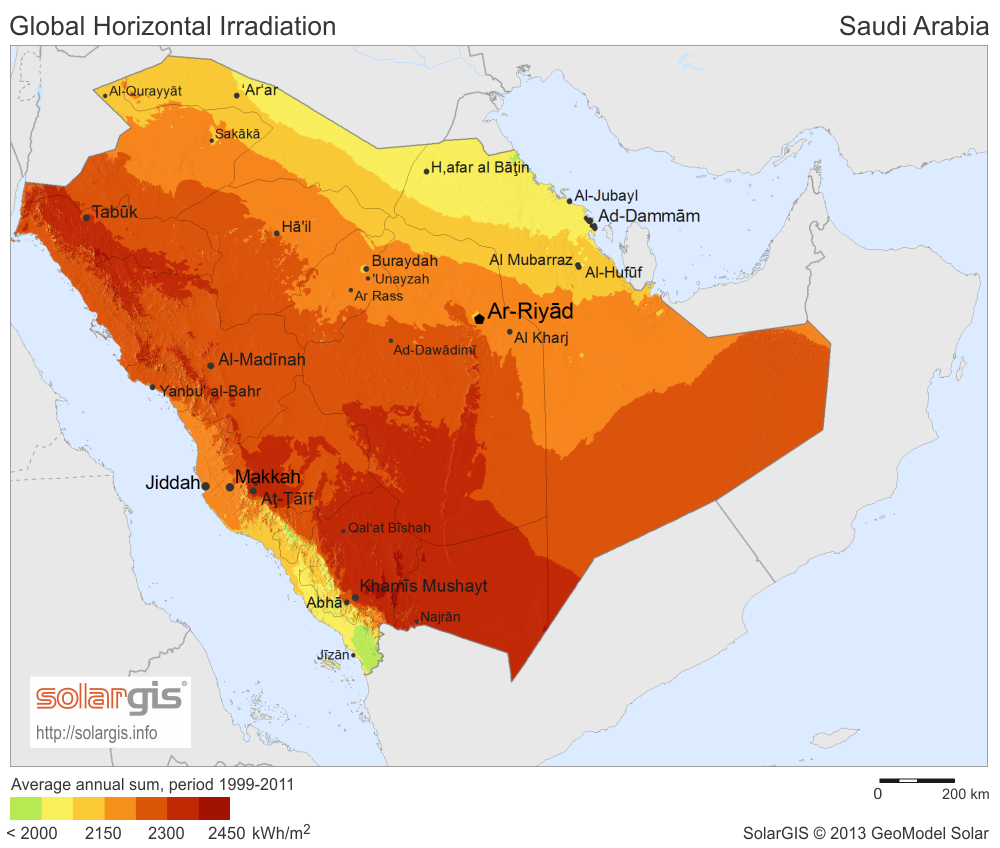
إمكانات الطاقة الشمسية

أصبحت الطاقة الشمسية في السعودية أكثر أهمية للبلاد مع ارتفاع أسعار النفط. في عام 2011، تم إنتاج أكثر من 50٪ من الكهرباء عن طريق حرق النفط. أعلنت الوكالة السعودية المسؤولة عن تطوير قطاع الطاقة المتجددة في الأمم المتحدة، كا كير Ka-care، في مايو 2012 أن الدولة ستقوم بتركيب 41 غيغاوات من الطاقة الشمسية بحلول عام 2032. ومن المتوقع أن تتكون من 25 غيغاوات من الطاقة الشمسية الحرارية و 16 غيغاوات من الخلايا الكهروضوئية. في وقت هذا الإعلان، كان لدى المملكة العربية السعودية 0.003 غيغاوات فقط من قدرة الطاقة الشمسية المركبة. كان من المتوقع إجمالي 24 غيغاوات من الطاقة المتجددة بحلول عام 2020، و 54 غيغاوات بحلول عام 2032. من المتوقع أن يكتمل 1100 ميغاوات من الخلايا الكهروضوئية و 900 ميغاوات من الطاقة الحرارية الشمسية المركزة (CSP) بحلول أوائل عام 2013. أيضا في عام 2013، حققت الطاقة الشمسية في المملكة العربية السعودية تكافؤ الشبكة وتمكنت من إنتاج الكهرباء بتكاليف مماثلة للمصادر التقليدية.
أعلنت السعودية في مارس 2018 أنها تخطط مع سوفت بنك لتركيب 200 غيغاوات من الطاقة الشمسية حتى عام 2030. تم إلغاء هذا المشروع في سبتمبر 2018. ويقارن هذا بتركيب عالمي للطاقة الشمسية بقدرة 100 غيغاوات في عام 2017. وفي عام 2016، بلغت طاقة توليد الكهرباء في المملكة العربية السعودية 77 غيغاوات.

#### مشروع سكاكا للطاقة الشمسية
هو المشروع الأول ضمن خطة السعودية للتحول للطاقة المتجددة، وتبلغ طاقته 300 ميغاواط من الطاقة الشمسية الكهروضوئية، التي توفر الكهرباء لـ45 ألف منزل، وتسهم في خفض 430 ألف طن من الانبعاثات الكربونية سنوياً. ووضع الملك سلمان بن عبد العزيز حجر الأساس للمشروع في نوفمبر 2018.
«فينيكس سولار» في ألمانيا بدأت في المملكة العربية السعودية. في عامي 2012 و 2014، وقامت الشركة الكهروضوئية ببناء وحدتين شمسيتين على موقع مركز بحوث البترول في الرياض. وأمرت «أرامكو» السعودية بإنشاء 3.5 ميغاواط و 1.8 ميغاواط من الحقول الشمسية.

#### مشروعات المرحلة الثانية
أعلن مكتب تطوير مشاريع الطاقة المتجددة في يناير 2019، عن إتاحة سبعة مشاريع للاستثمار في الطاقة الشمسية الكهروضوئية، وهي مشروع القريات (200 ميغاواط) والمدينة المنورة (50 ميغاواط) ورفحاء (45 ميغاواط) والفيصلية (600 ميغاواط) ورابغ (300 ميغاواط) وجدة (300 ميغاواط) ومهد الذهب (20 ميغاواط). وتكفي قدرة التوليد الإجمالية للمشاريع السبعة البالغة 1.51 غيغاواط، لتوليد الطاقة لـ 226.500 أسرة.
ويوجد لدى شركة «العنقاء» للطاقة الشمسية سبعة إلى ثمانية مشاريع أخرى قيد الإنشاء في المملكة العربية السعودية، وفقا لما ذكره كلاوس فريدل، المدير الإداري لقسم الشرق الأوسط في الشركة.

### طاقة الرياح
طاقة الرياح هي تلك الطاقة المنتجة باستعمال الرياح، وذلك باستخدام توربينات الرياح لإنتاج الطاقة الكهربائية. ويعد هذاالنوع من الطاقة وفيرا وأقل تكلفة وقابل للتجدد ونظيفة لا تنتج عنها أية غازات ضارة كغاز ثاني أكسيد الكربون أو غاز الميثان. لم تُدرس موارد الرياح في السعودية بشكل كامل حتى الآن، مع أنه تم استخدام أجهزة رصد طاقة الرياح على مستوى تجريبي.

#### مشروع دومة الجندل لطاقة الرياح
أطلق الملك سلمان في نوفمبر 2018 مشروع دومة الجندل لإنتاج الكهرباء باستغلال طاقة الرياح، الذي تبلغ طاقته 400 ميغاواط، ويستهدف تغذية 70 ألف منزل بالطاقة الكهربائية. بدأ العمل في المزرعة في منتصف السنة الميلادية 2019، ومن المتوقع أن يبدأ المشروع بتوليد الطاقة في الربع الأخير من عام 2020م، على أن ينتهي العمل في المشروع عام 2022م.

### طاقة مائية
بلغ اجمالي الطاقة الكهربائية (الكهرومائية) المنتجة من محطات التحلية في عام 2017 أكثر من 45 مليون ميغا واط في الساعة عما كانت عليه عام 2012 23 مليون ميغا واط في الساعة تقريباً. بلغ اجمالي الطاقة الكهربائية (الكهرومائية) المنتجة من محطات التحلية للشركات المرخص لها شاملاً المؤسسة العامة لتحلية المياه المالحة أعلى مستوياته في عام 2017 حيث بلغ أكثر من 113 مليون ميغاواط في الساعة مقارنة بعام 2012 حيث كان اجمالي الطاقة الكهربائية المنتجة تقريبًا 62 مليون ميغاواط في الساعة.

## النفط
عُرفت المملكة منذ القرن الماضي بأنها دولة نفطية كبرى باستحواذها على أكثر من 20 % من الاحتياطيات النفطية المؤكدة بالعالم، فضلاً عن أنها تحتل مكانة أكبر مصدِّر للنفط، وتلعب الدور القيادي الأكبر في الأوبك. وحتى رغم تراجع الأسعار العالمية إلا أن النفط لا يزال الثروة الأهم على المستوى العالمي. أيضًا تمتلك المملكة خامس أكبر احتياطيات مؤكدة من الغاز الطبيعي، وتستخدم هذا الغاز في التصنيع حتى أنها تنال مرحلة متقدمة في تصنيع البتروكيماويات.
حاليا تمتلك السعودية ثاني أكبر احتياطي من النفط في العالم، حيث ان 22 في المائة من احتياطيات النفط العالمية توجد بها. يقدر ان احتياطي البلاد من النفط سيدوم لحوالي 80 عاما، بمعدل استخراج يقدر بحوالي 10 مليون برميل يوميا.
يعتمد اقتصاد البلاد بشكل كبير على صادرات النفط، تسعى السعودية إلى تخفيض الاعتماد على النفط، وفتح مجالات جديدة للاستثمار من خلال مشاريع بديلة لترشيد استخدام موارد البلد المترامي الأطراف، وتعمل على تنفيذ أهداف رؤية 2030 للتنمية. وتعي وفق التصريحات الرسمية أنها مُطالبة بالتقليل من اعتماد اقتصادها بشكل كبير للغاية على النفط، ليس فقط لمواجهة أفكار نضوبه أو حدوث أعمال تخريبية، بل في استجابة عقلانية للمستقبل، في استثمار عائدات النفط الضخمة لما بعد عصر النفط. وعلى الرغم من تباهي المسؤولين النفطيين في السعودية، وتأكيدهم الاحتياط الهائل، وأن آخر برميل نفط بالعالم سيخرج من حقول السعودية، وستظل الرياض مصدراً موثوقاً للنفط للسنوات المقبلة، فإنها اتخذت خطوات جادة  لتخفيض الاعتماد على النفط والبحث في فرص استثمارية بمجال التعدين.

## الغاز الطبيعي
تمتلك المملكة العربية السعودية حاليًا رابع أكبر احتياطي مثبت من الغاز الطبيعي، يقدر الاحتياطي بحوالي 240 تريليون قدم مربع. ثلث كمية الغاز الطبيعي هذه توجد في شرق المملكة في منطقة يطلق عليها اسم منطقة حقل الغوار. رغم هذا الاحتياطي الكبير إلا أنها لا تقوم بتصدير كل هذه الكمية، وذلك عائد لكونها من أكبر مستهلكين الغاز الطبيعي في العالم وذلك من أجل إنتاج الطاقة في البلاد.

## التعدين
السعودية لا تمتلك مجرد النفط المدفون في الأراضي، فالبلاد لديها كنوز من الموارد الطبيعية الأخرى. الدراسات تبيّن أن حجم الثروات المعدنية في السعودية أكبر بكثير مما تم تقديره سابقاً بـ1.3 تريليون دولار، كتقييم مبدئي، وهناك مساعي من خلال البرنامج الاستكشافي المسرع لتحديد حجم الثروات، مع توقعات بجذب استثمارات تعادل 500 مليار دولار، خلال الأعوام العشرة المقبلة. السعودية لم تستغل من المعادن سوى أقل من 5 في المئة وأغلبها كانت بطريقة غير صحيحة.
الجهود التعدينية والاستشكافية، رصدت 3576 موقعًا للمعادن الثمينة؛ إذ تم رصد 980 موقعًا للذهب، و 610 مواقع للفضة، و 856 للنحاس، و 477 موقعًا للزنك، و 284 موقعًا للرصاص، و 76 للنيكل، و 117 موقعًا للكروم، و 176 موقعًا للعناصر النادرة الأخرى.
المعادن المثبتة حالياً تشمل الفوسفات والذهب والفضة والحديد والنحاس والزنك والبلاتين وغيرها من المواد الاستراتيجية، وتتواجد بكميات كبيرة وبقيمة اقتصادية. هناك أيضا، معادن أخرى لم تُستغل منها إلا نسبة ضئيلة لا تتعدى 5 في المئة. ويمكن الإشارة هنا إلى أن السعودية تتمتع بمقومات عديدة، يمكن أن تُستغل لبناء اقتصادات واعدة، لأنها تكتنز ثروات معدنية عديدة، بعضها لا يقل أهمية عن النفط. السعودية لديها مناجم واعدة من المعادن مثل الذهب والفضة والنحاس والحديد. القيمة السوقية لاحتياطيات هذه الخامات تناهز التريليونات من الدولارات.
الحجم المُستغل في قطاع التعدين لا يزال ضعيفاً للغاية، ولا يزيد على 3 في المئة، والاستغلال الأمثل لهذه الثروات من شأنه أن يعزز من الإيرادات غير النفطية، ويدعم خطط اقتصاد المعرفة، وتوطين الوظائف في المرحلة المقبلة. وبالنسبة إلى المعادن والفلزات، فالسعودية لديها مصادر غنية يمكن استغلالها اقتصادياً لتوفير دخول جيدة، وهذا سوف يقلل من اعتماد البلاد على النفط، لكن لا حاجة إلى الاستغناء عن إنتاج النفط، والاستفادة من ريع تصديره، لا سيما أن بقية العالم في حاجة ماسة إلى إنتاج السعودية من النفط، وهذه مسؤولية تحملها الرياض من دون تهاون أو تفريط.

### إستراتيجية التعدين
وفقاً لـرؤية السعودية 2030، فأن إستراتيجية التعدين وقطاع التعدين في المملكة تعد العمود الثالث في دعم الاقتصاد الوطني، بعد صناعات النفط والغاز والبتروكيماويات. وفي السعودية تتوف رمجموعة من الأحزمة المتمعدنة، وأثبتت الدراسات أنها تتمركز في المنطقة الوسطى من الدرع العربي، وتمتد إلى الأجزاء الشمالية والغربية والشرقية، والدراسات الأولية تبيّن أنها غنية بالذهب، الذي أصبح من المعادن المطلوبة عالمياً ليس فقط للزينة والحليّ وإنما لدخوله في الصناعات التكنولوجية الحديثة والدقيقة وتكنولوجيا الفضاء والصناعات الإلكترونية.
تقوم إستراتيجية التعدين على أساس جذب الاستثمارات الأجنبية التي تقدَّر بتريليونات الدولارات، ومن المتوقع جذب استثمارات بما يعادل 500 مليار دولار، خلال الأعوام العشرة المقبلة. واستراتيجية التعدين بنيّت على خطط استغرقت وقتاً طويلاً، من الدراسة والتمحيص والتدقيق ورُصدت لها ميزانيات تنفَّذ على أرض الواقع، ومتوقع أن يوفّر القطاع 260 ألف وظيفة بشكل مباشر، وأن يصل عدد الوظائف إلى 400 ألف وظيفة، بطريقة غير مباشرة. وتركز إستراتيجية التعدين على المناطق النائية، وتحاول توطين الصناعة في تلك المناطق، في شكل تجمعات تعدينية.

### نظام التعدين
في يونيو/ حزيران 2020، وافق مجلس الوزراء السعودي، على نظام الاستثمار التعديني، يشتمل على 63 مادة، ومن المنتظر أن يحقق نقلة نوعية لقطاع التعدين والصناعة المعدنية في المملكة. من أهم التعديلات في نظام الاستثمار التعديني الجديد هي إنشاء صندوق التعدين لضمان وجود التمويل المستمر للقطاع. صدر نظام الاستثمار التعديني بالتزامن مع البدء في مسح جيولوجي واسع يغطي قرابة ثلث أراضي السعودية، في خطوة من شأنها تحفيز المستثمر للاستفادة من الفرص العملاقة المتاحة.

### قاعدة البيانات الجيولوجية
هيئة المساحة الجيولوجية السعودية تقوم بتشغيل قاعدة البيانات الجيولوجية، بالتعاون مع الجهات العلمية والوزارات والجهات ذات العلاقة، وتحتفظ فيها بجمع المعلومات التاريخية عن جيولوجية البلاد، لفترة تمتد لأكثر من 80 عاماً. وقاعدة البيانات الرقمية محفوظة في مكان واحد، وهي وجاهزة للاستعمال للمستثمرين والمهتمين بالجيولوجيا والتعدين. أهمية إعداد قاعدة بيانات شاملة وموثوقة عن الثروة المعدنية من خلال مسح جيولوجي لمنطقة الدرع العربي على مساحة 700 مليون متر مربع هو أن تتوفر خريطة بيانات محدّثة للثروة المعدنية، والعمل على تقديم مزايا للمستثمرين في هذا المجال، الذي يتطلب استثمارات كبيرة على مدى سنوات طويلة.

### مساهمة قطاع التعدي
يساهم قطاع التعدين في الناتج المحلي الإجمالي بأكثر من 240 مليار ريال، ويساهم في خفض الواردات بنحو 37 مليار ريال سعودي، ويولد أكثر من 200 ألف وظيفة مباشرة وغير مباشرة بحلول عام 2030.

### المعادن
قيمة المخزون الجيولوجي من المعادن في المملكة تتجاوز 4.9 تريليون ريال، وهو أحد الموارد التي تزخر بها في مختلف المواد الأولية، كالفوسفات والحديد الخام والبوكسايت والذهب والزنك والنحاس والمعادن الصناعية.
وفي 10 يناير 2024، قال وزير الصناعة والثروة المعدنية بندر الخريف إن "تقديراتنا للإمكانات المعدنية غير المستغلة في المملكة قد ارتفعت من 1.3 تريليون إلى 2.5 تريليون دولار (9.4 تريليون ريال)، بزيادة قدرها 90%".

#### الذهب
عبر التاريخ كانت ارض المملكة العربية تشتهر بتعدين الذهب ولاتزال، ينتشر خام الذهب في المملكة ضمن صخور الدرع العربي ويغطي ما يزيد عن 600 ألف كلم2. أكبر منجم في البلاد ينتج سنويا حوالي 33 ألف أوقية من الذهب. قدرت وزارة الطاقة والصناعة والثروة المعدنية احتياطي المملكة من الذهب بأكثر من 19 مليون أوقية، وذلك من خلال 980 موقعًا للذهب، بقيمة سوقية حالية تتجاوز نحو 88 مليار ريال (23 مليار دولار). إلا أن كل الدلائل تشير إلى أن هذا الاحتياطي بما يُضاف إليه من الاستشكافات الجديدة أكبر مما يستقطع منه بالاستخراج والإنتاج.
أنتجت السعودية 46.49 ألف كيلوغرام (46.49 طن)، في الفترة من 2015 إلى 2019. فيما بلغ إنتاج الذهب 12.35 ألف كيلوغرام (12.35 طن) في عام 2019، مرتفعاً عن إنتاج العام السابق والبالغ 11.77 ألف كيلوغرام (11.77 طن). وتنتج شركة التعدين العربية السعودية «معادن»، 200 ألف أونصة من الذهب، ويتوقع أن تصل إلى 500 ألف أونصة بحلول 2020.

### الفضة
ارتفع إنتاج المملكة من الفضة في عام 2019 بنسبة 4.99% على أساس سنوي، محققاً أعلى مستوياته في آخر 8 سنوات.ووصل الإنتاج من الفضة 5.59 ألف كيلوغرام (5.59 طن) في العام الماضي، وهو أعلى مستوى للإنتاج منذ أن بلغ 5.84 ألف كيلوغرام (5.84 طن) في عام 2011، مقابل 5.32 ألف كيلوغرام (5.32 طن) في عام، وبلغ إجمالي إنتاج السعودية من الفضة في آخر 10 سنوات نحو 53.37 ألف كيلوغرام (53.37 طن)، وسجل عام 2003 أعلى معدل للإنتاج خلال فترة الرصد بالتقرير؛ بواقع 17.4 ألف كيلوغرام (17.4 طن).

#### الفوسفات
تعد السعودية من الدول الـ10 الأكبر في احتياطيات الفوسفات في العالم. تشير تقديرات وزارة الطاقة والصناعة والثروة المعدنية إلى أن المملكة تمتلك نحو مليارَي طن من خام الفوسفات، ويصل حجم الاحتياطيات المؤكدة إلى 313 مليون طن، بقيمة سوقية تقريبية 423 مليار ريال أو ما يعادل 113 مليار دولار. وتحتل المملكة حاليًا المرتبة الثالثة عالميًّا في إنتاج الفوسفات والأسمدة. ينتج منجم جلاميد للفوسفات في شمال المملكة 11 مليون طن سنويا، كما انه يتجري أعمال من اجل إنشاء مناجم أخرى لاستخراج كمية أكبر مستقبلا. بحلول 2030 يتوقع أن تكون ثاني أو ثالث دولة في العالم في إنتاج الأسمدة الفوسفاتية.

### النحاس
إنتاج السعودية من النحاس، عاود الصعود مرة أخرى خلال عام 2019، وبلغ الإنتاج 63.36 طن، مقابل 60.34 طن في العام 2018، بزيادة 5%. وخلال فترة الرصد من 2003 إلى 2019، بلغت ذروة إنتاج السعودية من النحاس خلال عام 2016؛ بواقع 110 أطنان، ثم 67.1 طن في 2017.

### الزنك
إنتاج الزنك، عاود الارتفاع خلال عام 2019، بواقع 18.9 طن، مقابل 18 طناً في العام السابق، وسجل أيضاً عام 2016 أعلى معدل للإنتاج بواقع 41.61 طن.

#### البوكسيت
وقعت مجموعة «ألكان بريماري ميتال غروب»، وهي شركة تابعة لشركة «ريو تينتو»، وشركة التعدين العربية السعودية، مؤخرا، اتفاقا مشتركا بقيمة 7 مليارات دولار على احتياطي «البوكسيت» في الجزء الشمالي من المملكة. وتهدف الخطة إلى إنتاج 720 ألف طن من الألومنيوم سنويا.

#### اليورانيوم
تملك احتياطيات كبيرة من اليورانيوم، حيث أظهرت نتائج الدراسات الحديثة وجود كميات واعدة منه، تمثل ما نسبته 6 % من الاحتياطي العالمي من اليورانيوم ولم يستغل بعد. استخراج اليورانيوم يساعد الاقتصاد على توليد الطاقة الذرية اللازمة لإطلاق محطات التحلية، ويساهم بشكل كبير في حل مشكلة نقص المياه والتعافي من هذه المشكلة.
السعودية وقعا اتفاقيات تعاون مع الصين لدراسة مشتركة حول جدوى إنشاء مفاعلات تبريد ذات درجة حرارة عالية في منطقة الشرق الأوسط.

#### الحديد
```
380 مليون طن من خام الحديد.
[
6
]
```

منجم وادي الصواوين
أحد مناجم الحديد الكبرى في المملكة العربية السعودية. يقع المنجم في مركز المويلح بمحافظة ضباء التابعة لمنطقة تبوك. فازت شركة التعدين الوطنية بامتياز التعديد والإنتاج في المنجم.

#### الألمنيوم
نحو 300 مليون طن من خام الألمنيوم.

#### الزنك والنحاس
مليون طن من معدنَي الزنك والنحاس.

### موارد أخرى
تُعَدُّ السعودية كنزًا من الموارد الطبيعية الغنية باحتياطات ضخمة من الذهب والفضة والبلاتين والنحاس؛ وهو ما يساعد السعودية في التقليل من الاعتماد على النفط بشكل واضح. وفقًا لـ تقرير "fronteranews" فإن السعودية في وقَّعت مؤخرًا عقدًا مع مجموعة «الكان» المتخصصة في مشاريع التعدين، وذلك بقيمة 7 مليارات دولار. ويُنتظر وفقًا للعقد أن يتم إنتاج 720 ألف طن من الألمنيوم سنويًّا.

## مناجم ومكامن تعدينية
- جبل صايد
- حزم الجلاميد
- منجم الأمار
- منجم الحجار (السعودية)
- منجم الدويحي
- منجم الرجوم
- منجم الزبيرة
- منجم السوق
- منجم بلغة
- منجم ضرغط
- منجم ظلم
- منجم مسرة
- منجم منصورة
- منجم مهد الذهب
- وادي الصواوين، شقري، حشوشي شينفا، طريت سنفانية، وادي حمراء، جريفات، أدم، بدرية: حديد، وذهب مصاحب، واحتمال وجوج معادن أساس.
- غرية:	تانتاليوم، ومعادن أرضية نادرة.
- السعد: ذهب.[34]

- الفوسفات في السعودية في منطقة الجلاميد «120 كم» جنوب شرق مدينة طريف.
- البوكسايت في منطقة الزبيرة «200 كم» جنوب غرب حائل.
- الماغنزايت في محافظة الغزالة «160 كم» جنوب غرب حائل،
- رمال السيليكا في جبل برم وجبل الدغم «40 كم» شمال شرق الرياض،

## الإنتاج
| أنتاج الذهب والفضة والنحاس والزنك والرصاص في السعودية خلال الأعوام 2002- 2011 م |             |       |       |       |       |      |      |      |      |      |      |
| السنة                                                                           | السنة       | 2002  | 2003  | 2004  | 2005  | 2006 | 2007 | 2008 | 2009 | 2010 | 2011 |
| النـوع                                                                          |             | 2002  | 2003  | 2004  | 2005  | 2006 | 2007 | 2008 | 2009 | 2010 | 2011 |
| الذهب (كغم)                                                                     | الذهب (كغم) | 4608  | 8769  | 8268  | 7459  | 5182 | 4440 | 4527 | 4858 | 4477 | 4612 |
| الفضة (كغم)                                                                     | الفضة (كغم) | 11960 | 17402 | 14494 | 13501 | 9104 | 9028 | 8232 | 7527 | 7670 | 5839 |
| النحاس (طن)                                                                     | النحاس (طن) | 587   | 627   | 652   | 668   | 730  | 737  | 1465 | 1719 | 1603 | 1954 |
| الزنك (طن)                                                                      | الزنك (طن)  | 1209  | 1797  | -     | -     | 983  | 716  | 3663 | 5507 | 4218 | 4934 |
| الرصاص (طن)                                                                     | الرصاص (طن) | -     | -     | -     | -     | -    | -    | -    | 685  | 543  | 396  |
| المصدر: وزارة البترول والثروة المعدينة.                                         |             |       |       |       |       |      |      |      |      |      |      |

| إنتاج المملكة العربية السعودية من السلع المعدنية     |                                                   |         |         |         |         |         |
| الوزن الإجمالي بـ (ألف طن متري)، ما لم يذكر خلاف ذلك |                                                   |         |         |         |         |         |
| السلع                                                | السلع                                             | 2012    | 2013    | 2014    | 2015    | 2016    |
| المعادن                                              |                                                   |         |         |         |         |         |
| الألومنيوم:                                          |                                                   |         |         |         |         |         |
| الألومينا                                            |                                                   | --      | --      | 23      | 846     | 1,429   |
| البوكسيت                                             |                                                   | --      | --      | 879     | 1,600   | 3,843   |
| المعادن الأولية                                      |                                                   | --      | 187     | 662     | 839     | 869     |
| الباريت                                              |                                                   | 32      | 30      | 32      | 43      | 41      |
| النحاس:                                              |                                                   |         |         |         |         |         |
| الوزن الإجمالي                                       | طن متري                                           | 17,639  | 41,332  | 33,116  | 46,253  | 48,500  |
| Cu content, 25% Cu                                   | طن متري                                           | 4,400   | 10,000  | 8,300   | 12,000  | 12,000  |
| Ferroalloys, other, unspecified                      |                                                   | 196     | 196     | 196     | 200     | 200     |
| Gold, mine, Au content                               | كيلوغرام                                          | 5,215   | 4,655   | 4,954   | 5,260   | 7,202   |
| حديد وفولاذ:                                         |                                                   |         |         |         |         |         |
| حديد إسفنجي                                          |                                                   | 5,660   | 6,070   | 6,460   | 5,800   | 5,890   |
| فولاذ خام                                            |                                                   | 5,203   | 5,471   | 6,291   | 5,229   | 5,461   |
| الرصاص، محتوى الرصاص ، مركزات                        | طن متري                                           | 396     | --      | --      | --      | --      |
| المنغنيز، سيليكو المنغنيز (silicomanganese)          | طن متري                                           | 80,000  | 96,000  | 60,000  | 63,000  | 60,000  |
| فضة:                                                 |                                                   |         |         |         |         |         |
| معادن مركزة                                          | كيلوغرام                                          | 11,000  | 19,000  | 22,000  | 23,000  | 24,000  |
| Refinery, primary, Ag content                        | كيلوغرام                                          | 5,212   | 4,655   | 4,800   | 4,500   | 4,700   |
| الزنك:                                               |                                                   |         |         |         |         |         |
| معادن مركزة                                          | طن متري                                           | 21,213  | 39,813  | 37,798  | 39,008  | 40,950  |
| محتوى الزنك (Zinc content)                           | طن متري                                           | 11,200  | 18,300  | 17,400  | 18,800  | 19,500  |
| المعادن الصناعية                                     |                                                   |         |         |         |         |         |
| بوكسيت، درجة منخفضة                                  |                                                   | 835     | 934     | 967     | 1,026   | 1,067   |
| اسمنت هيدروليكي                                      |                                                   | 53,332  | 56,238  | 57,223  | 61,900  | 55,945  |
| الطين والصخر الزيتي:                                 |                                                   |         |         |         |         |         |
| الكاولين Kaolin                                      |                                                   | 137     | 101     | 106     | 120     | 106     |
| آخر                                                  |                                                   | 8,300   | 6,880   | 7,220   | 7,650   | 7,400   |
| الفلسبار                                             |                                                   | 227     | 160     | 194     | 198     | 190     |
| الأسمدة، فوسفات الأمونيوم                            |                                                   | 1,800   | 1,821   | 2,301   | 2,656   | 2,723   |
| جبس                                                  |                                                   | 1,700   | 1,700   | 1,400   | 1,470   | 1,400   |
| المغنسيت (Magnesite)                                 |                                                   | 90      | 82      | 101     | 103     | 75      |
| النيتروجين، محتوى N:                                 |                                                   |         |         |         |         |         |
| أمونيا                                               |                                                   | 3,250   | 3,185   | 3,600   | 4,100   | 4,482   |
| يوريا                                                |                                                   | 1,600   | 1,560   | 2,229   | 2,248   | 2,701   |
| صخور الفوسفات:                                       |                                                   |         |         |         |         |         |
| الوزن الإجمالي                                       |                                                   | 3,000   | 3,262   | 3,425   | 4,100   | 4,100   |
| محتوى P2O5 ، 32٪ P2O5 (P2O5 content, 32% P2O5)       | محتوى P2O5 ، 32٪ P2O5 (P2O5 content, 32% P2O5)    | 960     | 1,000   | 1,100   | 1,300   | 1,300   |
| خفاف (Pumice) ومواد ذات صلة، البوزولان (Pozzolan)    | خفاف (Pumice) ومواد ذات صلة، البوزولان (Pozzolan) | 941     | 460     | 480     | 500     | 480     |
| ملح                                                  |                                                   | 1,611   | 1,900   | 1,990   | 2,080   | 2,000   |
| الحجر والرمل والحصى:                                 |                                                   |         |         |         |         |         |
| رمل وحصى البناء:                                     |                                                   |         |         |         |         |         |
| الحصى                                                |                                                   | 300,000 | 300,000 | 315,000 | 330,000 | 347,000 |
| الرمل الحديدي                                        |                                                   | 897     | 644     | 676     | 708     | 680     |
| رمال                                                 |                                                   | 30,000  | 29,000  | 30,400  | 31,800  | 22,155  |
| السيليكا ، إنتاج المناجم ، غير محدد                  |                                                   | 1,270   | 1,160   | 1,230   | 1,270   | 1,220   |
| الحجر المسحوق:                                       |                                                   |         |         |         |         |         |
| الدولوميت                                            |                                                   | 153     | 181     | 190     | 199     | 191     |
| الغرانيت                                             |                                                   | 834     | 1,100   | 1,100   | 1,150   | 1,100   |
| حجر الكلس                                            |                                                   | 484     | 1,200   | 1,260   | 1,320   | 1,270   |
| الحجر الجيري للأسمنت                                 |                                                   | 48,615  | 56,700  | 59,500  | 62,300  | 59,900  |
| رخام للاستخدام الصناعي                               |                                                   | 1,300   | 3,000   | 3,150   | 3,300   | 3,100   |
| شيست، سكوريا                                         |                                                   | 683     | 650     | 680     | 710     | 685     |
| صخور ، رخام، كتل                                     | صخور ، رخام، كتل                                  | 25      | 11      | 12      | 219     | 120     |
| Stone, size and shape unspecified, basalt            |                                                   | --      | --      | --      | --      | 15      |
| Sulfur, S content, hydrocarbon processing            |                                                   | 4,092   | 3,900   | 4,400   | 4,900   | 6,000   |
| تالك والمواد ذات الصلة، بيروفيلايت (pyrophyllite)    |                                                   | 8       | 6       | 7       | 8       | 8       |
| الوقود المعدني والمواد ذات الصلة                     |                                                   |         |         |         |         |         |
| غاز طبيعي:                                           |                                                   |         |         |         |         |         |
| غير محددة                                            | مليون متر مكعب                                    | 111,220 | 114,120 | 116,720 | 119,830 | 127,183 |
| أساس جاف                                             | مليون متر مكعب                                    | 99,300  | 100,000 | 102,400 | 104,500 | 109,400 |
| إيثان                                                | مليون متر مكعب                                    | 8,799   | 8,231   | 8,365   | 8,210   | 9,513   |
| سوائل الغاز الطبيعي:                                 |                                                   |         |         |         |         |         |
| بوتان                                                | مليون برميل سعة 42 غالون                          | 123     | 114     | 120     | 120     | 127     |
| بروبان                                               | مليون برميل سعة 42 غالون                          | 189     | 177     | 181     | 181     | 196     |
| مكثفات                                               | مليون برميل سعة 42 غالون                          | 82      | 87      | 84      | 83      | 83      |
| البنزين الطبيعي ، بما في ذلك الغازات الأخرى.         | مليون برميل سعة 42 غالون                          | 89      | 78      | 87      | 91      | 91      |
| البترول:                                             |                                                   |         |         |         |         |         |
| نفط خام                                              | مليون برميل سعة 42 غالون                          | 3,564   | 3,518   | 3,545   | 3,708   | 3,828   |
| الخام بما في ذلك سوائل الغاز الطبيعي                 | مليون برميل سعة 42 غالون                          | 4,247   | 4,158   | 4,199   | 4,375   | 4,507   |
| إنتاج المصافي:                                       |                                                   |         |         |         |         |         |
| أسفلت                                                | مليون برميل سعة 42 غالون                          | 18      | 20      | 20      | 22      | 18      |
| فحم الكوك                                            | مليون برميل سعة 42 غالون                          | --      | --      | 9       | 27      | 31      |
| زيت الوقود المقطر                                    | مليون برميل سعة 42 غالون                          | 234     | 220     | 275     | 351     | 384     |
| بنزين                                                | مليون برميل سعة 42 غالون                          | 145     | 135     | 161     | 180     | 202     |
| ملح                                                  | مليون برميل سعة 42 غالون                          | 59      | 77      | 77      | 77      | 47      |
| غاز البترول المسال                                   | مليون برميل سعة 42 غالون                          | 11      | 14      | 16      | 17      | 13      |
| نافثا                                                | مليون برميل سعة 42 غالون                          | 64      | 59      | 70      | 69      | 47      |
| زيت الوقود المتبقي                                   | مليون برميل سعة 42 غالون                          | 168     | 166     | 176     | 164     | 168     |
| إجمالي                                               | مليون برميل سعة 42 غالون                          | 700     | 690     | 800     | 910     | 910     |
| يتضمن الجدول البيانات المتاحة حتى 29 نوفمبر 2017.    |                                                   |         |         |         |         |         |